# Halina Karwicka
Halina Janina Karwicka (Dunin-Karwicka) II v. Rakoczy, z d. Strachalska ps. „Janina” (ur. 13 lipca 1917 w Sosnowcu, zm. 11 października 1999 w Warszawie) – instruktorka ZHP, sanitariuszka kampanii wrześniowej 1939, łączniczka Szarych Szeregów, uczestniczka Powstania, po wojnie więźniarka UB.

## Życiorys
Halina Janina Strachalska urodziła się 13 lipca 1917 w Sosnowcu, w rodzinie Medarda Strachalskiego (urzędnik kolejowy) i Jadwigi z d. Strzeleckiej. Wychowywała się z siostrą Jadwigą (1920-1985) i braćmi: Januszem (1913-1939) i Witoldem (1906-...). W 1918 razem z rodziną przeniosła się do Warszawy, gdzie ukończyła Gimnazjum i Liceum im. Juliusza Słowackiego. Zastępowa w 3 Warszawskiej Żeńskiej Drużynie Harcerskiej. W 1936 uzyskała świadectwo maturalne i próbowała rozpocząć studia na Wydziale Lekarskim Uniwersytetu Warszawskiego, ale jej się to nie udało, więc w następnym roku rozpoczęła studia w Wyższej Szkole Handlowej. W 1939 działała w warszawskim kręgu starszoharcerskim „Kuźnica”.
Władze Związku Harcerstwa Polskiego od 1 września 1939 skierowały Halinę do prac pomocniczych w obronie cywilnej jako sanitariuszkę. Kiedy władze Warszawy podpisały akt kapitulacji, w Szpitalu Ujazdowskim pomagała rannym żołnierzom. W grudniu 1940 wyszła za mąż za Wacława Dunina-Karwickiego, który był dowódcą drużyny „CR 200” Grupy Szturmowej Szarych Szeregów w Rejonie 1 Obwodu [[[Armia Krajowa|Armii Krajowej]] Śródmieście, pełniąc tam funkcję łączniczki. W sierpniu 1943 razem z mężem, a także częścią tej grupy przeszła do Oddziału Dyspozycyjnego Kedywu KG, „Agatu”, w którym jako „Janka”, „Lutowa”, zaczęła dowodzić sekcją łączniczek III plutonu „Agatu”. Na przełomie 1943/1944 ukończyła konspiracyjną szkołę podchorążych „Agricola” uzyskując stopień kaprala podchorążego. 22 lipca 1944 zaczęła pełnić funkcję szefa łączności 3 kompanii batalionu „Parasol”. Była jedną z uczestniczek podczas akcji na Alfreda Milkego (5 października 1943), Antona Hergla (10 grudnia 1943), Władysława Myrchę (15 grudnia 1943), w odbiciu Bronisława Pietraszkiewicza „Lota” po akcji na gen. Franza Kutscherę (1 lutego 1944), na Waltera Stamma (6 maja 1944). 4 kwietnia 1944 pod Płochocinem razem z Janiną Lutyk-Zapadko „Scarlett” i Haliną Grabowską „Zeta” brała udział podczas dywersji kolejowej, a 30 kwietnia uczestniczyła podczas akcji odbicia Benedykta Sylwestrowicza „Asa” ze Szpitala Jana Bożego.
Podczas pierwszych tygodni powstania warszawskiego, kiedy została odcięta od swojego oddziału, który walczył na Woli, przebywała w Śródmieściu w rejonie ul. Boduena, a na rogu Świętokrzyskiej i Mazowieckiej uczestniczyła w budowaniu barykady. Dopiero 21 sierpnia razem z innymi łączniczkami „Parasola” zdołała przedostać się kanałami na Stare Miasto, przenosząc amunicję dla swojego oddziału. Później brała udział w walkach na Czerniakowie i będąc łączniczką dowództwa „Parasola” została ranna. Jadwiga z mężem przeszła cały szlak bojowy z batalionem „Parasol”. Od 14 września opiekowała się ciężko rannym mężem, który był leczony w szpitalu w Skierniewicach, ale pomimo starań lekarzy zmarł 21 listopada. Ze Skierniewic pojechała do Kielc, do swojej rodziny i tam pracowała w Radzie Głównej Opiekuńczej. Do Warszawy powróciła razem z rodzicami na początku 1945. Podporucznik Halina Karwicka Uchwałą Rady Państwa Nr 0/654 z 30 kwietnia 1975 została odznaczona Krzyżem Srebrnym Orderu Wojennego Virtuti Militari.
Po wojnie dołączyła do akcji ekshumacyjnej PCK i w tworzenie na Powązkach kwater powstańczych kolegów i koleżanek z „Parasola”. Początkowo wykonywała pracę nocnego stróża, a następnie zatrudniła się w firmie „Ericsson”. W 1946 rozpoczęła studia na Wydziale Stomatologii UW, wstępując równocześnie do Związku Uczestników Walki o Niepodległość i Demokrację. 13 stycznia 1949 aresztowali ją w Warszawie funkcjonariusze Ministerstwa Bezpieczeństwa Publicznego i wyrokiem Wojskowego Sądu Rejonowego z 21 grudnia 1951 została skazana na 6 lat więzienia za to... że była kontynuatorką więzi grupowej resztek ujawnionych oddziałów batalionu „Parasol", przez udział w pracach ekshumacyjnych i przez udział w zjeździe w Szklarskiej Porębie, była wiadoma, że oddziały zostają utrzymane w grupowej więzi celem usiłowania zmiany przemocą ustroju Państwa Polskiego, usiłowała przez powyższą działalność osiągnąć wraz z innymi tenże cel. Więziona była w Fordonie, a 29 grudnia 1953 została zwolniona przedterminowo. Powtórnie wyszła za mąż za Ludwika Rakoczego i od 17 maja 1954 Halina jako pomoc dentystyczna zaczęła pracę w przychodni lekarskiej. Po ukończeniu stomatologii i otrzymaniu dyplomu w 1956 pracowała dalej jako lekarz-stomatolog. Przez wiele lat prowadziła działalność wychowawczą w harcerstwie pielęgnując legendę Szarych Szeregów.
Zmarła po długiej chorobie 11 października 1999, pochowana w grobowcu rodzinnym na Cmentarzu Wojskowym na Powązkach.

## Ordery i odznaczenia
- Krzyż Srebrny Orderu Virtuti Militari – za udział w walkach z hitlerowskim okupantem,
- Krzyż Walecznych – za udział w akcji na Milkego,
- Srebrny Krzyż Zasługi z Mieczami – 21 czerwca 1944, za całokształt dotychczasowej służby.